# Enköpings närövningsfält
Enköpings närövningsfält är ett militärt övningsfält som är beläget i Stenvreten norr om Enköping.

## Historik
Närövningsfältet togs i bruk 1943 och bakgrunden var att Göta livgarde återetablerades och tillsammans med Pansartruppernas kadett- och aspirantskola lokaliserades till Enköping. År 1980 avvecklades dock Göta livgarde och övriga förband ur pansartrupperna lämnade Enköping. Istället övertogs garnisonen samt närövningsfältet av signaltrupperna med Upplands regemente. Sedan 2007 förvaltas närövningsfältet av Ledningsregementet.

## Geografi
Närövningsfältet omfattar drygt 970 hektar, som är fördelat på både löv- och granskog, ängar och brukade åkrar. Sedan 2021 är infartsvägarna stängda på grund av mycket civil fordonstrafik som åkte inne på närövningsfältet.

## Verksamhet
Enköpings närövningsfält kom fram till 1980 att användas av utbildning av pansartrupperna, då främst Blåa brigaden (PB 6). Från 1982 bedrivs vid övningsfältet främst övning med ledningsförband ur signaltrupperna, men även utbildning och övning av förband för frivilligförsvaret samt internationell tjänst förekommer.